# ダブルエー・ホールディングスPresents つるぎみゆきエンタメパレード
『ダブルエー・ホールディングスPresents つるぎみゆきエンタメパレード』は、2020年11月13日-2021年10月17日にニッポン放送で生放送されていた、舞台・映画・音楽・芸術などエンターテインメントを扱う情報トーク番組である。

## 内容
番組は2部構成で、前半はエンタメ情報を、基本2週間1セットで、ゲストとのスタジオ、またはリモート回線を使ってのインタビューを交えて紹介するコーナー。後半は、パーソナリティーの剣幸（つるぎみゆき）が、防災士の資格を持っていることから、防災・減災のためのトピックスを話していた。

## パーソナリティー
- 剣幸（つるぎみゆき）（元宝塚歌劇団生徒→女優・防災士）
  - 協賛社のダブルエー・ホールディングスの蓄電池「エイターナス」のテレビコマーシャルイメージキャラクターを務めている。
- 前島花音（ニッポン放送制作部アナウンサー）

## 放送日時
- 2020年11月20日-2021年3月19日　金曜日21:00-21:20
- 2021年4月4日-10月17日　日曜日20:00-20:20

※ただし、ニッポン放送ショウアップナイターで放送すべき日曜日のナイトゲームの開催が基から1試合でも予定されていた場合は放送休止（雨天中止時でも放送なし）。その他スペシャルウィークの開催日も休止となる日があった。